# Byrtferth de Ramsey
Byrtferth (Byrhtferð, eller Byrthferth de Ramsey) var en lærd munk i middelalderen. Han var elev hos Abbon af Fleury. Han forfattede lærebøger, herunder en tosproget manual på latin og angelsaksisk og Enchiridion, som bl.a. omhandler astronomi.
I året 1011 nedskrev Byrhtferð den traditionelle rækkefølge i det gamle engelske alfabet. Han medtog de 24 bogstaver fra det latinske alfabet (herunder ampersand) og tilføjede de særlige engelske bogstaver, der indgik i den engelske variation af alfabetet, der fik følgende udseende:
A B C D E F G H I K L M N O P Q R S T V X Y Z & ⁊ Ƿ Þ Ð Æ